# Väinö Ansala
Väinö Ansala es un deportista finlandés que compitió en tiro con arco, en la modalidad de arco recurvo. Ganó dos medallas en el Campeonato Mundial de Tiro con Arco al Aire Libre, bronce en 1957 y oro en 1958.

## Palmarés internacional
| Campeonato Mundial al Aire Libre | Campeonato Mundial al Aire Libre | Campeonato Mundial al Aire Libre | Campeonato Mundial al Aire Libre |
| Año                              | Lugar                            | Medalla                          | Prueba                           |
| -------------------------------- | -------------------------------- | -------------------------------- | -------------------------------- |
| 1957                             | Praga (Checoslovaquia)           | Medalla de bronce                | Equipo                           |
| 1958                             | Bruselas (Bélgica)               | Medalla de oro                   | Equipo                           |